# Hemelvaartklooster (Tambov)

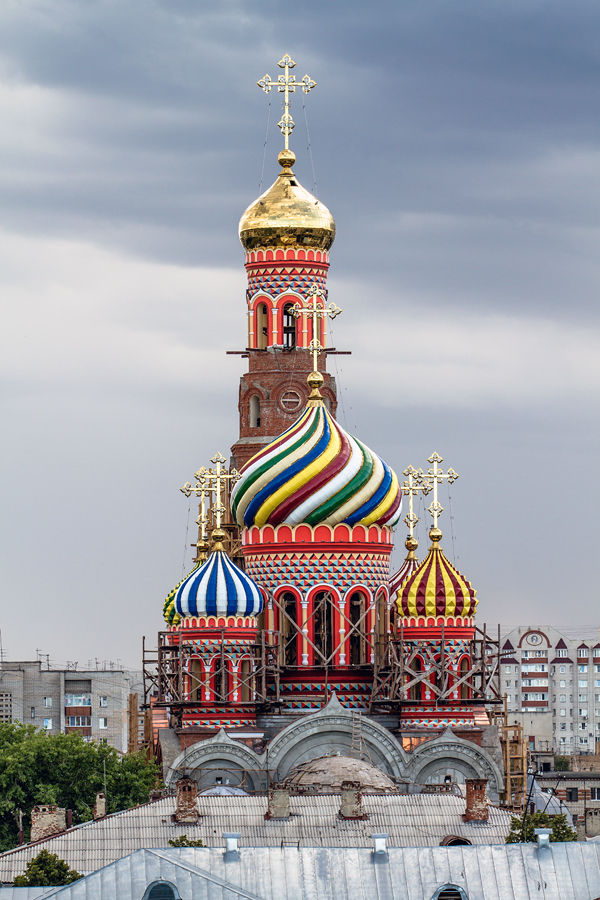

Het Hemelvaartklooster (Russisch: Вознесенский монастырь) is een Russisch-orthodox klooster voor vrouwen in de Russische stad Tambov. Het klooster is een monument van geschiedenis en cultuur, van regionaal belang, en is gelegen aan de noordoostelijke rand van de stad waar twee rivieren samenvloeien.

## Geschiedenis
Het klooster werd in 1690 opgericht door de bisschop Pitirim van Tambov. De eerste hegoemena van het klooster was Catharina, een zuster van Pitirim. Door een ernstige brand in 1724 werd het klooster goeddeels in de as gelegd. In de jaren 1791-1798 werd de Hemelvaartkathedraal gebouwd. Langzaam maar zeker breidde het klooster zich uit met meer kerken. In 1820 kon de Kerk van de Moeder Gods van alle Bedroefden worden gewijd. Een nieuwe uitbreiding was een drie verdiepingen tellend verblijf voor oudere monialen die niet meer konden werken (1891). In het verblijf werd een kerk gevestigd ter ere van de heilige Antonius van de Grotten. In het begin van de 20e eeuw telde het klooster een hegoumena, 70 monialen en 439 novicen.

## Sovjet-periode
Delen van het klooster werden al in 1918 gesloten en het gebouw voor de oudere monialen werd overgedragen aan een school. In 1927 werd de Hemelvaartkathedraal met de klokkentoren vernietigd. De overgebleven monialen werden allen in 1937 gearresteerd. Op 5 december 1979 besloot het Uitvoerend Comité dat het klooster als monument van lokaal belang bescherming van de staat verdient.

## Heropening
Ter gelegenheid van de herdenking van 1000-jarig Christendom in Rusland werd het klooster in 1988 teruggegeven aan de Russisch-orthodoxe Kerk. Op 22 december 1992 vond herstel van het monastieke leven plaats. Binnen korte tijd werden veel restauratiewerkzaamheden verricht. De Kerk van de Moeder Gods van alle Bedroefden werd in 1992 opnieuw gewijd. In 1997 werden de fundamenten opgegraven van de kathedraal en vanaf 2009 wordt er gewerkt aan de herbouw van de kathedraal. In de jaren 1997-1998 werd de Kerk van Johannes van Kronstadt aan het kloostercomplex toegevoegd.   

## Kerken
- Hemelvaartkathedraal (vernietigd, maar momenteel in herbouw)
- Kerk van de Moeder Gods van alle Bedroefden (bouwjaar 1816-1820)
- Kerk van de Heilige Johannes van Kronstadt (bouwjaar 1997-1998)
- Kerk van Antonius van de Grotten (bouwjaar 1997-1998)